# Чужестранка (6-й сезон)
Шестой сезон историко-фантастического телесериала «Чужестранка» вышел на кабельном телеканале Starz весной 2022 года. Его действие происходит в Америке во время войны британских колоний за независимость. Главные роли, как и в предыдущих сезонах, сыграли Катрина Балф и Сэм Хьюэн.

## Сюжет
Литературной основой шестого сезона стал роман Дианы Гэблдон «Дыхание снега и пепла». Действие начинается в 1773 году в североамериканских колониях Великобритании. После «Бостонского чаепития» губернатор Северной Каролины обращается к Джейми с просьбой помочь в защите королевской власти в этом регионе; однако Клэр рассказывает мужу о том, к чему приведут текущие события. В дальнейшем главные герои оказываются втянутыми в борьбу британских колоний за независимость.

## В ролях
- Катрина Балф — Клэр Бичем Рэндалл / Фрейзер
- Сэм Хьюэн — Джеймс «Джейми» Маккензи Фрейзер
- Софи Скелтон — Брианна «Бри» Рэндалл / Фрейзер
- Ричард Рэнкин — Роджер Уэйкфилд Маккензи

## Эпизоды
| № общий | № в сезоне | Название                                          | Режиссёр              | Автор сценария              | Дата премьеры  | Зрители в США (млн) |
| --- | ---------- | ------------------------------------------------- | --------------------- | --------------------------- | -------------- | ------------------- |
| 68 | 1          | «Эхо» «Echoes»                                    | Кейт Чизмен           | Мэттью Б. Робертс           | 6 марта 2022   | 0,64                |
| Авторитет Джейми подвергается испытанию, когда приезжает его старый соперник из Ардсмюра. Клэр находит новый способ справиться с травмой от нападения Лайонела Брауна.                                                                                       |            |                                                   |                       |                             |                |                     |
| 69 | 2          | «Преданность» «Allegiance»                        | Кейт Чизмен           | Стив Корнаки и Элисон Эванс | 13 марта 2022  | 0,56                |
| Джейми старается выполнить первое задание в качестве агента индейцев. Роджер присутствует на необычных похоронах, а Марсали рожает. |            |                                                   |                       |                             |                |                     |
| 70 | 3          | «Умеренность» «Temperance»                        | Джастин Молотников    | Шайна Фьюэлл                | 20 марта 2022  | 0,58                |
| Фергюс беспокоится о качестве жизни своего нового сына, когда над ним издеваются суеверные протестанты. Клэр оперирует руку Тома. |            |                                                   |                       |                             |                |                     |
| 71 | 4          | «Час волка» «Hour of the Wolf»                    | Кристиана Эбохон-Грин | Люк Шелхас                  | 27 марта 2022  | 0,48                |
| Посещая чероки, Иан встречает человека из своего прошлого, который вызывает болезненные воспоминания о времени у могавков. Джейми встречает агента-индейца, который оспаривает его убеждения, заставляя его пересмотреть свои взгляды.                       |            |                                                   |                       |                             |                |                     |
| 72 | 5          | «Дай мне свободу» «Give Me Liberty»               | Кристиана Эбохон-Грин | Барбара Степански           | 3 апреля 2022  | 0,49                |
| Клэр и Джейми лично сталкиваются с растущим напряжением в колониях, когда посещают мероприятие лоялистов в Уилмингтоне в честь шотландской героини Флоры Макдональд.                                                                                         |            |                                                   |                       |                             |                |                     |
| 73 | 6          | «Мир перевернулся» «The World Turned Upside Down» | Джастин Молотников    | Тони Графиа                 | 10 апреля 2022 | 0,53                |
| Распространяется эпидемия дизентерии, и Клэр заболевает. Она почти выздоравливает, когда прибывают Кристи с новостями, которые производят эффект разорвавшейся бомбы. Когда гнусные слухи распространяются со скоростью лесного пожара, происходит трагедия. |            |                                                   |                       |                             |                |                     |
| 74 | 7          | «Палки и камни» «Sticks and Stones»               | Джейми Пейн           | Даниэль Берроу              | 24 апреля 2022 | 0,47                |
| Клэр борется со своими демонами, когда начинают распространяться гнусные слухи. Напряжение нарастает, поскольку жители бояться, что среди них есть опасный человек.                                                                                          |            |                                                   |                       |                             |                |                     |
| 75 | 8          | «Я не одна» «I Am Not Alone»                      | Джейми Пейн           | Люк Шелхас                  | 1 мая 2022     | 0,44                |
| Ричард Браун и его Комитет безопасности приезжают, чтобы арестовать Клэр за убийство. Однако из-за растущей политической напряжённости в колониях план Брауна найти судью идёт не так, как ожидалось.                                                        |            |                                                   |                       |                             |                |                     |

## Производство
9 мая 2018 года было официально объявлено о продлении сериала «Чужестранка» на пятый и шестой сезоны, в каждом из которых будет по 12 эпизодов. Пятый сезон был показан весной 2020 года, а премьера шестого соответственно была намечена на весну 2021 года, но планы изменились из-за пандемии коронавируса. Шоураннер проекта заявил, что не хочет «подстраивать историю под пандемию»: необходимые меры безопасности помешали бы съёмкам интимных сцен, которых в сезоне достаточно много. В результате производство началось только в феврале 2021 года. Съёмки проходили в Шотландии. Руководитель телеканала Starz Кристина Дэвис рассказала в одном из интервью, что «с нетерпением ждёт приключений Клэр и Джейми в Америке во время революции». Учитывая масштабность событий, которые происходят в новом сезоне, при съёмках использовалось значительно больше спецэффектов, чем раньше.
Премьерный проказ проходил с 6 марта по 1 мая 2021 года. Уже 16 марта руководство Starz анонсировало седьмой сезон.